# Antoni Kamski
Antoni Kamski (ur. 20 grudnia 1893 w Rudzach, zm. 15 maja 1928 w Krakowie) – żołnierz armii austriackiej, oficer Wojska Polskiego w II Rzeczypospolitej, kawaler Orderu Virtuti Militari.

## Życiorys
Urodził się w Rudzach, w ówczesnym powiecie wadowickim Królestwa Galicji i Lodomerii, w rodzinie Jana i Rozalii ze Stachnajów. Absolwent gimnazjum w Wadowicach.
W sierpniu 1914 wcielony został do armii austriackiej. Skierowany na szkołę oficerską we Freibergu. 17 maja 1915 awansowany został na stopień chorążego ze starszeństwem z 1 maja tego roku i wcielony do Pułku Piechoty Nr 56. Walczył na froncie wschodnim I wojny światowej. W czasie walk dostał się do niewoli rosyjskiej.
W 1918 wstąpił do odrodzonego Wojska Polskiego, zweryfikowany w stopniu podporucznika. Jako dowódca plutonu 12 pułku piechoty walczył na frontach wojny polsko-bolszewickiej. W sierpniu 1920 w ataku na Brody, prowadził swoją kompanię i mimo huraganowego ognia artylerii nieprzyjaciela, zajął Kaniuszków. W boju tym otrzymał ranę postrzałową klatki piersiowej. Za czyny bojowe został odznaczony Krzyżem Srebrnym Orderu Virtuti Militari.
Po wojnie pozostał w zawodowej służbie wojskowej. 3 maja 1922 został zweryfikowany w stopniu kapitana ze starszeństwem z 1 czerwca 1919 i 1770. lokatą w korpusie oficerów piechoty. W tym samym roku został przeniesiony do 75 pułku piechoty w Królewskiej Hucie.
15 maja 1928 zmarł w 5 Szpitalu Okręgowym w Krakowie. Został pochowany na cmentarzu w Katowicach.

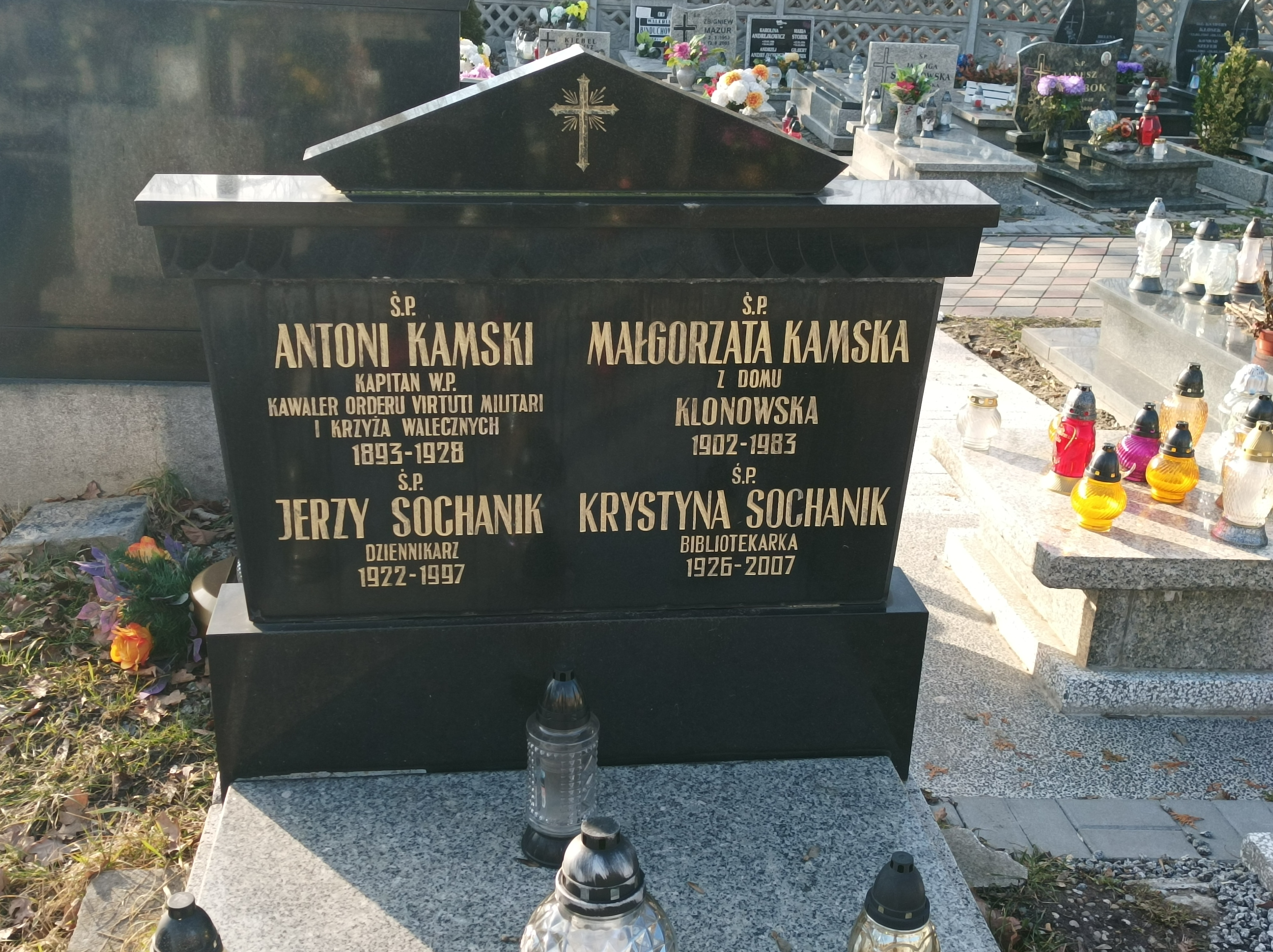
Grób kpt. Antoniego Kamskiego na cmentarzu przy ul. Gliwickiej w Katowicach

Był żonaty z Małgorzatą Klonowską, miał córkę Krystynę (ur. 1925).

## Ordery i odznaczenia
- Krzyż Srebrny Orderu Virtuti Militari nr 215[9]
- Krzyż Walecznych[10]